# Reprezentacja Rumunii w piłce wodnej mężczyzn
Reprezentacja Rumunii w piłce wodnej mężczyzn – zespół, biorący udział w imieniu Rumunii w meczach i sportowych imprezach międzynarodowych w piłce wodnej, powoływany przez selekcjonera, w którym mogą występować wyłącznie zawodnicy posiadający obywatelstwo rumuńskie. Za jej funkcjonowanie odpowiedzialny jest Rumuński Związek Piłki Wodnej (FRP), który jest członkiem Międzynarodowej Federacji Pływackiej.

## Historia
W 1952 reprezentacja Rumunii rozegrała swój pierwszy oficjalny mecz na Igrzyskach Olimpijskich. Najlepszym wynikiem Rumunów w tej dyscyplinie było 4 miejsce na Igrzyskach Olimpijskich 1976 w Montrealu.

## Udział w turniejach międzynarodowych

### Igrzyska olimpijskie
Reprezentacja Rumunii 8-krotnie występowała na Igrzyskach Olimpijskich. Najwyższe osiągnięcie 4. miejsce w 1976 roku.

### Mistrzostwa świata
Dotychczas reprezentacji Rumunii 11 razy udało się awansować do finałów MŚ. Najwyższe osiągnięcie 5. miejsce w 1978 roku.

### Puchar świata
Rumunia 4 razy uczestniczyła w finałach Pucharu świata. W 2010 zajęła 5. miejsce.

### Mistrzostwa Europy
Rumuńskiej drużynie 23 razy udało się zakwalifikować do finałów ME. W 1993 i 2006 osiągnęła najwyższe 4. miejsce.

## Występy

### Igrzyska Olimpijskie 1952
Reprezentacja Rumunii w piłce wodnej w swoim debiucie zagrała dwa mecze. Pierwszy z reprezentacją Reprezentacja Stanów Zjednoczonych w piłce wodnej. Reprezentacja Stanów Zjednoczonych przed Igrzyskami Olimpijskimi 1952 miała w dorobku 5 medali w tej dyscyplinie, jednakże trzy spośród nich zostały wywalczone podczas Igrzysk Olimpijskich 1904. Rumunii przegrali ten mecz co spowodowało przejście do baraży, w których zostały rozlosowane wszystkie zespoły, które przegrały pierwsze mecze. W barażu Rumuni trafili na reprezentację Republiki Federalnej Niemiec, przed wojną Niemcy zdobyli trzy razy medale w tej dyscyplinie. Mecz ten został również przegrany co spowodowało odpadnięcie z turnieju.

### Igrzyska Olimpijskie 1956
Podczas Igrzysk Olimpijskich w Melbourne walczono już w zupełnie innym systemie rozgrywek. 10 drużyn zostało podzielone do 3 grup, z których wyszły po 2 drużyn, które w systemie ligowym walczyły o złoto. Drużyny z miejsc 3 i 4. walczyły również w systemie ligowym o miejsca 7-10. Rumuni trafili do grupy A z ZSRR, Jugosławią oraz z gospodarzem Australią. Rumunom udało wygrać się tylko z Australijczykami stąd musieli walczyć o miejsca 7-10. Tam będąc tylko gorsi od Brytyjczyków zajęli 8 miejsce.

### Igrzyska Olimpijskie 1960
Podczas Igrzysk Olimpijskich w Rzymie system rozgrywkowy został ponownie zmieniony 16 ekip zostało podzielone na 4 czterozespołowe grupy. Rumunia trafiła do grupy A z Włochami, Japonią i ZEA. Rumunia zajęła drugie miejsce, z którego awansowała do drugiej fazy grupowej. W półfinale oprócz Włochów w grupie były jeszcze reprezentacje ZSRR i Zjednoczoną Reprezentacją Niemiec. Rumunom udało się tylko zremisować z Niemcami Zachodnimi. Przegrane ekipy w tej fazie grupowej walczył jeszcze o miejsca 5-8. Tam oprócz Niemców i Rumunów zagrały jeszcze reprezentacje Holendrzy i reprezentacja Stanów Zjednoczonych. Rumunii wygrali oba mecze z Holandią i USA (meczów pomiędzy zespołami z tej samej grupy półfinałowej nie grano) i o różnicą jednej bramki wygrali 5 miejsce.

### Igrzyska Olimpijskie 1964
Igrzyska Olimpijskie w Tokio turniej piłki wodnej był rozgrywany w tej samej formule co w Rzymie. Różnicą była mniejsza liczba ekip, 13, która spowodowała, iż w pierwszej rundzie 3 grupy miały po 3 drużyny. Rumunii w pierwszej rundzie spotkali się ponownie z Włochami i Japonią. I ponownie zajęli drugie miejsce w grupie. Również w półfinale Rumunii spotkali się z ZSRR i Niemcami (zachodnimi) oraz Włochami.

## Kadra
- Andrei Busila
- Bogdan Campianu
- Mihnea Chioveanu
- Codrin Cotrau
- Andrei Cretu
- Niculae Diaconu
- Mihai Dragusin
- Adrian Enescu
- Ramiro Georgescu
- Mihnea Gheorghe
- Alexandru Ghiban
- Dimitri Goanta
- Petru Ianc
- Andrei Iosep
- Kalman Kadar
- Alexandru Matei
- Tiberiu Negrean
- Nicolae Oanta
- Pavel Popescu
- Alexandru Popoviciu
- Cosmin Radu
- Catalin Stan
- Dragos Stoenescu